# Grallaricula loricata
El ponchito lorigado o ponchito pechiescamado (en Venezuela) (Grallaricula loricata), también conocido como ponchito de pecho escamado, es una especie de ave paseriforme perteneciente al género Grallaricula de la familia Grallariidae. Es endémico de Venezuela. 

## Distribución y hábitat
Se distribuye en las montañas costeras del norte de Venezuela, desde Falcón (Sierra de San Luis) y Yaracuy (en Sierra de Aroa) hacia el este a través de Carabobo y Aragua hasta el Distrito Federal (Silla de Caracas).
Es aparentemente rara pero localmente no incomún en el sotobosque de selvas montanas entre 1400 y 2100 msnm de altitud.